# Miko Tripalo

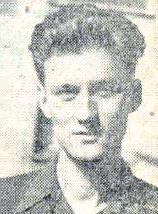
Ante Miko Tripalo
(um 1953)

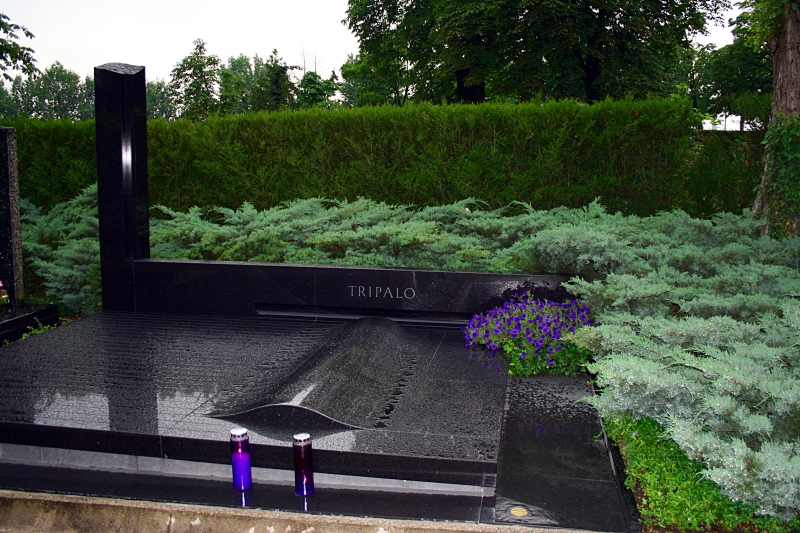
Tripalos Grab auf dem Friedhof Mirogoj in Zagreb

Ante Miko Tripalo (* 16. August 1926 in Sinj; † 11. Dezember 1995 in Zagreb) war ein jugoslawischer und kroatischer Politiker.

## Leben
Tripalo war als Jugendlicher Tito-Partisan am Widerstand gegen das Achsenregime aktiv und wurde 1943 Mitglied der Kommunistischen Partei. Er wurde Organisationssekretär des Bundes des Kommunisten für die Region Knin (Kroatien). Nach dem Ende des Zweiten Weltkrieges studierte er Rechtswissenschaften. In den Jahren 1953 bis 1955 war er Präsident des Verbands der Studierenden Jugoslawiens.
Im Jahr 1962 wurde er zum Sekretär des Stadtkomitees des Bundes der Kommunisten in Zagreb gewählt, ab 1966 gehörte er dem Zentralkomitee des Bundes der Kommunisten Kroatiens an und ab 1969 war er zusätzlich Mitglied des Präsidiums und Exekutivkomitees des Bundes der Kommunisten Jugoslawiens. Er war eine der Führungspersönlichkeiten des Kroatischen Frühlings und setzte sich für Demokratisierung und Gleichberechtigung der jugoslawischen Teilrepubliken ein. Im Jahr 1971 wurde er vom jugoslawischen Regime seiner öffentlichen Ämter enthoben und 1972 aus der Partei ausgeschlossen.
Im Jahr 1990 war er gemeinsam mit Savka Dabčević-Kučar einer der Mitbegründer der Kroatischen Volkspartei. Im Jahr 1993 wurde er in das kroatische Parlament Sabor gewählt.

## Schriften
- Hrvatsko proljeće [Der Kroatische Frühling]. Zagreb 2001.